# Giải vô địch bóng đá nữ U-20 Nam Mỹ 2015
Giải vô địch bóng đá nữ U-20 Nam Mỹ 2015 diễn ra tại Brasil từ 18 tháng 11 tới 3 tháng 12 năm 2015. Đội vô địch và á quân lọt vào vòng chung kết Giải vô địch bóng đá nữ U-20 thế giới 2016.

## Vòng bảng
Hai đội đầu mỗi bảng lọt vào vòng đấu sau.
Giờ thi đấu là giờ địa phương (BRST/UTC-2).

### Bảng A
| VT | Đội        | ST | T | H | B | BT | BB | HS | Đ  | Giành quyền tham dự |
| -- | ---------- | -- | - | - | - | -- | -- | -- | -- | ------------------- |
| 1  | Brasil (H) | 4  | 3 | 1 | 0 | 9  | 3  | +6 | 10 | Vòng chung kết      |
| 2  | Venezuela  | 4  | 3 | 0 | 1 | 9  | 4  | +5 | 9  | Vòng chung kết      |
| 3  | Chile      | 4  | 2 | 0 | 2 | 6  | 5  | +1 | 6  |                     |
| 4  | Paraguay   | 4  | 1 | 1 | 2 | 8  | 12 | −4 | 4  |                     |
| 5  | Perú       | 4  | 0 | 0 | 4 | 4  | 12 | −8 | 0  |                     |

| Paraguay                                    | 3–2      | Perú                       |
| ------------------------------------------- | -------- | -------------------------- |
| Bravo 29' (l.n.) · Martínez 32' · Godoy 80' | Chi tiết | Quesada 15' · Cisneros 19' |

| Brasil                                | 2–1      | Venezuela   |
| ------------------------------------- | -------- | ----------- |
| Jennifer 50' · Gabriela 90+2' (ph.đ.) | Chi tiết | Giménez 68' |

| Venezuela                                    | 4–1      | Paraguay     |
| -------------------------------------------- | -------- | ------------ |
| Moreno 25' · García 45+1', 70' · Marcano 90' | Chi tiết | Martínez 77' |

| Perú      | 1–2      | Chile                |
| --------- | -------- | -------------------- |
| Ramos 89' | Chi tiết | Ponce 77' · Lara 81' |

| Chile | 0–1      | Venezuela |
| ----- | -------- | --------- |
|       | Chi tiết | Pérez 78' |

| Paraguay                   | 2–2      | Brasil                              |
| -------------------------- | -------- | ----------------------------------- |
| Martínez 42' · López 90+3' | Chi tiết | Jennifer 48' · Gabriela 64' (ph.đ.) |

| Brasil       | 1–0      | Chile |
| ------------ | -------- | ----- |
| Gabriela 45' | Chi tiết |       |

| Venezuela                              | 3–1      | Perú      |
| -------------------------------------- | -------- | --------- |
| Zambrano 9' · García 45+1' · Cañas 55' | Chi tiết | Ramos 77' |

| Chile                                            | 4–2      | Paraguay                  |
| ------------------------------------------------ | -------- | ------------------------- |
| Cristaldo 10' (l.n.) · Ponce 28' · Lara 39', 66' | Chi tiết | Suafán 13' · Chamorro 90' |

| Brasil                                    | 4–0      | Perú |
| ----------------------------------------- | -------- | ---- |
| Kélen 17' · Jennifer 29' · Geyse 54', 67' | Chi tiết |      |

### Bảng B
| VT | Đội       | ST | T | H | B | BT | BB | HS | Đ | Giành quyền tham dự |
| -- | --------- | -- | - | - | - | -- | -- | -- | - | ------------------- |
| 1  | Argentina | 4  | 3 | 0 | 1 | 9  | 7  | +2 | 9 | Vòng chung kết      |
| 2  | Colombia  | 4  | 2 | 1 | 1 | 7  | 2  | +5 | 7 | Vòng chung kết      |
| 3  | Ecuador   | 4  | 2 | 1 | 1 | 8  | 4  | +4 | 7 |                     |
| 4  | Uruguay   | 4  | 1 | 1 | 2 | 5  | 10 | −5 | 4 |                     |
| 5  | Bolivia   | 4  | 0 | 1 | 3 | 2  | 8  | −6 | 1 |                     |

| Uruguay                     | 3–2      | Ecuador        |
| --------------------------- | -------- | -------------- |
| Farías 33' · Badel 56', 79' | Chi tiết | Ponce 52', 85' |

| Argentina                                   | 3–1      | Bolivia    |
| ------------------------------------------- | -------- | ---------- |
| Rodríguez 15' · Benítez 38' · Cabrera 90+2' | Chi tiết | Aguilar 6' |

| Bolivia           | 1–1      | Uruguay  |
| ----------------- | -------- | -------- |
| Ortiz 68' (ph.đ.) | Chi tiết | Badel 7' |

| Ecuador | 0–0      | Colombia |
| ------- | -------- | -------- |
|         | Chi tiết |          |

| Colombia                    | 2–0      | Bolivia |
| --------------------------- | -------- | ------- |
| Restrepo 10' · Peñaloza 57' | Chi tiết |         |

| Uruguay    | 1–3      | Argentina                      |
| ---------- | -------- | ------------------------------ |
| Millan 81' | Chi tiết | Bilos 15' · Rodríguez 30', 45' |

| Bolivia | 0–2      | Ecuador                 |
| ------- | -------- | ----------------------- |
|         | Chi tiết | Arreaga 15' · Ponce 71' |

| Argentina                | 2–1      | Colombia   |
| ------------------------ | -------- | ---------- |
| Correa 24' · Cabrera 60' | Chi tiết | Santos 73' |

| Colombia                                                        | 4–0      | Uruguay |
| --------------------------------------------------------------- | -------- | ------- |
| Restrepo 54' · Santos 69' (ph.đ.) · Ocampo 77' · Rentería 90+1' | Chi tiết |         |

| Ecuador                                 | 4–1      | Argentina   |
| --------------------------------------- | -------- | ----------- |
| Ganan 5' · Jácome 25', 90+4' · Real 74' | Chi tiết | Cabrera 10' |

## Vòng chung kết
| VT | Đội        | ST | T | H | B | BT | BB | HS | Đ | Giành quyền tham dự              |
| -- | ---------- | -- | - | - | - | -- | -- | -- | - | -------------------------------- |
| 1  | Brasil (H) | 3  | 1 | 2 | 0 | 3  | 1  | +2 | 5 | 2016 FIFA U-20 Women's World Cup |
| 2  | Venezuela  | 3  | 1 | 2 | 0 | 4  | 3  | +1 | 5 | 2016 FIFA U-20 Women's World Cup |
| 3  | Colombia   | 3  | 0 | 2 | 1 | 1  | 2  | −1 | 2 |                                  |
| 4  | Argentina  | 3  | 0 | 2 | 1 | 3  | 5  | −2 | 2 |                                  |

| Argentina                    | 2–2      | Venezuela              |
| ---------------------------- | -------- | ---------------------- |
| Rodríguez 82' (ph.đ.), 90+3' | Chi tiết | Giménez 35' · Díaz 42' |

| Brasil | 0–0      | Colombia |
| ------ | -------- | -------- |
|        | Chi tiết |          |

| Argentina | 0–0      | Colombia |
| --------- | -------- | -------- |
|           | Chi tiết |          |

| Brasil | 0–0      | Venezuela |
| ------ | -------- | --------- |
|        | Chi tiết |           |

| Venezuela            | 2–1      | Colombia   |
| -------------------- | -------- | ---------- |
| Pérez 63' · Díaz 86' | Chi tiết | Ocampo 45' |

| Brasil                                 | 3–1      | Argentina       |
| -------------------------------------- | -------- | --------------- |
| Kélen 9' · Jennifer 14' · Marjorie 78' | Chi tiết | Rodríguez 90+2' |